# Кудиевка
Кудиевка, в 19 веке Татарские хутора, до ВОВ Кудаевка (укр. Кудіївка), село,
Токаревский сельский совет,
Дергачёвский район,
Харьковская область.
Код КОАТУУ — 6322082507. Население по переписи 2001 года составляет 22 (13/9 м/ж) человека.

## Географическое положение
Село Кудиевка находится у истоков реки Татарка на её левом берегу; примыкает к сёлам Бугаёвка и Гоптовка; на расстоянии одного км проходит автомобильная дорога М-27, в 2-х км — граница с Россией.

## История
- До 1850 — дата основания.
- В 1940 году, перед ВОВ, в Кудаевке было 44 двора.[4]

## Экономика
- В селе есть большая птицефабрика.